# 安部オール島
安部オール島（あぶオールしま）は沖縄本島東部、沖縄県名護市南東部の安部崎の南東約100メートルにあるサンゴ石灰岩でできた無人島。
住所は沖縄県名護市安部に所在する。

## 概要
対岸の沖縄本島の一帯は「安部」という集落となっているが、これは勝連町の安部大主が移り住んでつくられたといわれ、安部大主はその後この島に葬られた。今でも、勝連から墓参りに訪れる人がいる。
旧暦の4月には、害虫を捕らえ、バショウの葉で作った船に載せて、島へ流す行事（アブシバレー）の祭事が地元住民により行われている。
戦後の一時期、アメリカ人の宣教師がヤギの放牧を試みた。
オール島の「オー」は奥武島の「おう」と同じ意味とする味方がある。また、害虫などを払うための「オー」（扇ぐの意味）だという説もある。
大潮の時期には歩いて本島から渡ることもできる。